# Anténór (szobrász)

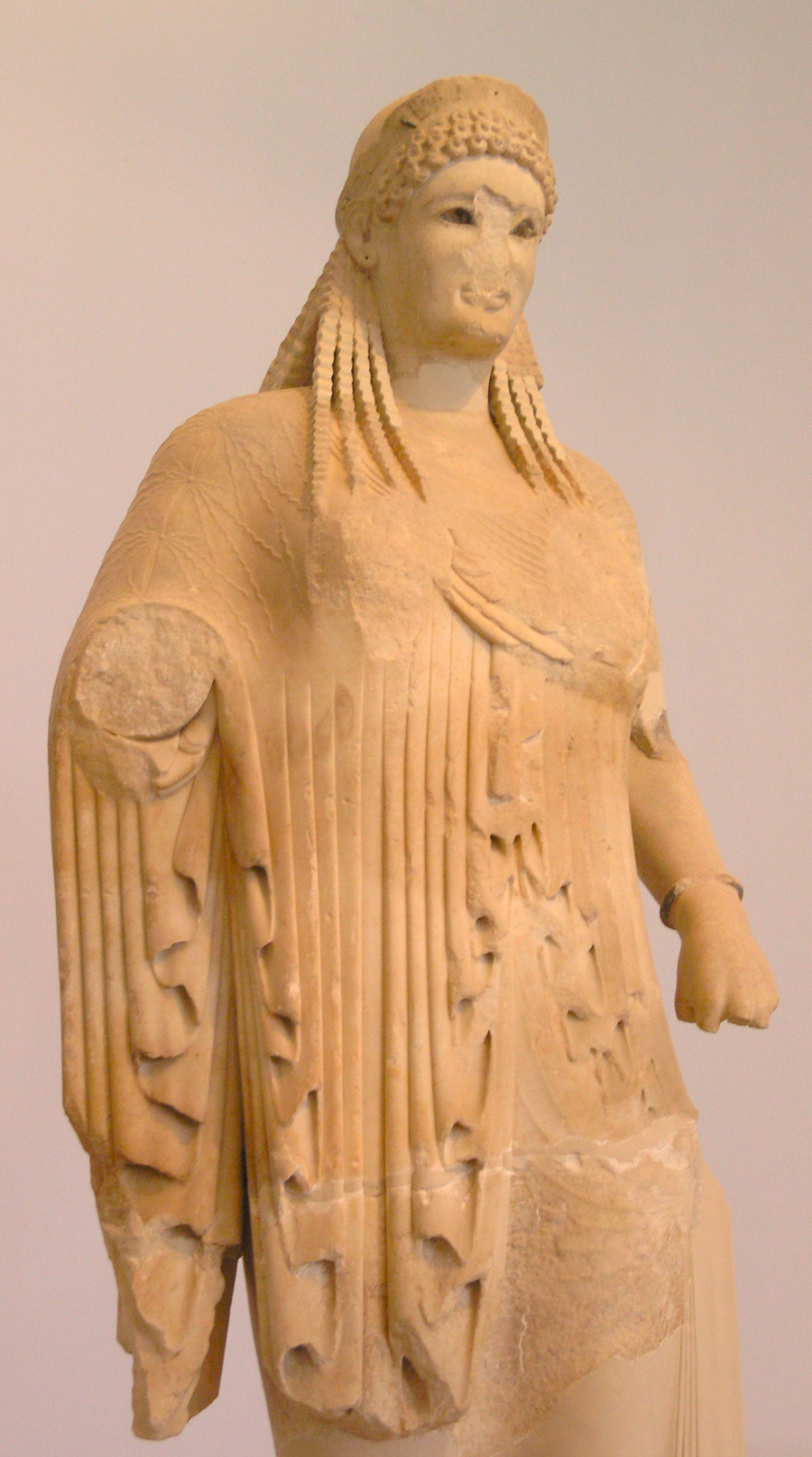
Feltehetően Anténór által készített korészobor

Anténór (Kr. e. 550 – Kr. e. 480 körül) görög szobrász.
Eumarész festő fia volt. Szignatúrája egy, az athéni Akropoliszon állt fogadalmi korészobor talapzatán került elő. A szobor Kr. e. 520–510 körül készülhetett, Nearkhosz fazekasmester fogadalmi ajándéka volt. A talapzat az Akropolisz Múzeumban látható. Művészettörténészek az ő munkájának, de mindenesetre stílusához közel állónak tartják a delphoi Apollón-templom oromcsoportjait (Kr. e. 6. század vége). Leghíresebb alkotása bronzból készült, az athéni agorán állt Harmodiosz és Arisztogeitón szobra, a Zsarnokölők. A szoborcsoportot Kr. e. 480-ban Xerxész elrabolta, a Perzsa Birodalomba vitette. Ezután, Kr. e. 470-ben, Anténor tanítványai, Kritiosz és Nésziotész elkészítették az eredeti helyére a szobor bronzmásolatát, de az igazit is visszakapta Athén: Nagy Sándor küldte vissza Perzsiából. Mindkettő elveszett, de római kori másolata a Nápolyi Régészeti Múzeumban látható.